# Людвиг II (великий герцог Бадена)
Людвиг II Баденский (нем. Ludwig II. von Baden; 15 августа 1824 — 22 января 1858) — великий герцог Баденский в 1852—1856 годах. Не правил по причине психического заболевания; власть принадлежала регенту, брату Людвига II Фридриху.

## Биография
Первый сын великого герцога Баденского Леопольда и Софии Шведской.
Как принц дома Бадена с 1842 по 1852 Людвиг являлся членом Первой палаты Баденского постоянного собрания. Тем не менее лично принимал участие в заседаниях только с 1842 и 1846 годы. Носил титул великого герцога Баденского с 24 апреля 1852 года, однако считался душевнобольным и таким образом неспособным к управлению правительством. Поэтому он предоставлял служебные обязанности своему брату Фридриху, который принял в 1856 году также и титул великого герцога Бадена.
Людвиг II Баденский был почетным гражданином города Карлсруэ. Умер в возрасте 33 лет.